# Parque Mairi
O Parque Mairi é um parque linear localizado às margens do Rio Barigui, no bairro Cidade Industrial de Curitiba, na cidade de Curitiba.

## O Parque
O Parque Mairi ocupa uma área de 43,5 mil m² na margem direita do Rio Barigui. Foi inaugurado em junho de 2016 a fim de proteger as margens desse importante rio da cidade, assim como oferecer à população uma área de lazer.

## Estrutura
O Parque conta com as seguintes estruturas instaladas:
- Pista compartilhada para pedestre e ciclistas (1.290 metros);
- Canchas de futebol de areia, vôlei de praia e minifutebol de areia;
- Quadra poliesportiva;
- Academia ao ar livre;
- Equipamentos de ginástica;
- Parquinhos infantis (um deles com equipamentos adaptados para crianças com deficiência);
- Paraciclos;
- Passarela de pedestres interligando ao Parque Cambuí;
- Pergolados;
- 5 áreas de estar.

## Origem do nome
Mairi, nome de origem tupi-guarani, significa povoado de estrangeiros ou povoado de franceses.

## Parque Linear do Barigui
A implantação do Parque Mairi faz parte do programa Rio-Parque de Conservação Barigui, o qual implantou, entre 2013 e 2016, cinco unidades de conservação ao longo das margens do Rio Barigui (Guairacá, Mané Garrincha, Reserva do Bugio, Mairi e Ybere) e faz parte da consolidação do Parque Linear do Barigui. O Parque Mairi faz parte da terceira etapa do programa e foi implantado a um custo de R$ 4,6 mi financiados pela Agência Francesa de Desenvolvimento (AFD).
O Parque Linear do Barigui conta com os seguintes parques: Tanguá, Tingui, Barigui, Guairacá, Cambuí, Mairi, Mané Garrincha, Ybere e Reserva do Bugio.